# Tantear el terreno
En español, tantear el terreno es una frase hecha que se utiliza como modismo para describir una acción que consiste en realizar una pequeña prueba con respecto a algo antes de llevar a cabo la acción en sí.

## En otros idiomas
En inglés esta frase hecha se conoce como «to test the waters», por lo que en muchas ocasiones se puede escuchar la traducción literal y errónea «probar las aguas» para referirse a la acción de tantear el terreno.
Además, en inglés tiene un tinte político, en el que está más enfocado en la presentación de un posible candidato a las elecciones; aunque se utiliza en términos general del mismo modo que la frase hecha española.

## En videojuegos
Además, esta frase hecha da nombre a una misión del famoso MMORPG llamado World of Warcraft.